# Bécsújhelyi repülőtér
A Bécsújhelyi repülőtér (németül: Flugplatz Wiener Neustadt/Ost) (ICAO: LOAN) Bécsújhely (Wiener Neustadt) városát kiszolgáló polgári repülőtér. A repülőtér több repülőegyesület és -iskola bázisa. 1984 óta a Christophorus Flugrettungsvereines mentőszolgálat bázisa.